# Indianapolis Colts 2023
La stagione 2023 degli Indianapolis Colts è stata la 71ª della franchigia nella National Football League, la 40ª ad Indianapolis, la settima sotto la dirigenza del general manager Chris Ballard, la prima con Shane Steichen come capo-allenatore.
Malgrado basse aspettative e l'infortunio a inizio anno del quarterback titolare Anthony Richardson, la squadra, guidata dalla riserva Gardner Minshew migliorò il suo record di 4–12–1 della stagione precedente dopo una vittoria nella settimana 10 contro i New England Patriots a Francoforte. I Colts chiusero con un record di 9-8, non riuscendo a vincere la propria division per il nono anno consecutivo e mancando l'accesso ai playoff per il terzo anno consecutivo dopo una sconfitta nell'ultimo turno contro gli Houston Texans.

## Scelte nel Draft 2023
| Scelte dei Colts nel Draft 2023 |        |                         |                         |                         |                                 |
| Giro                            | Scelta | Giocatore               | Ruolo                   | College                 | Note                            |
| 1                               | 4      | Anthony Richardson      | Quarterback             | Florida                 |                                 |
| 2                               | 35     | Scambiata con Las Vegas | Scambiata con Las Vegas | Scambiata con Las Vegas |                                 |
| 2                               | 44     | Julius Brents           | Cornerback              | Kansas State            | Da Atlanta                      |
| 3                               | 79     | Josh Downs              | Wide receiver           | North Carolina          | Da Washington                   |
| 4                               | 106    | Blake Freeland          | Offensive tackle        | BYU                     |                                 |
| 4                               | 110    | Adetomiwa Adebawore     | Defensive tackle        | Northwestern            | Da Atlanta                      |
| 5                               | 138    | Darius Rush             | Cornerback              | South Carolina          |                                 |
| 5                               | 141    | Scambiata con Minnesota | Scambiata con Minnesota | Scambiata con Minnesota |                                 |
| 5                               | 158    | Daniel Scott            | Safety                  | California              | Da Minnesota                    |
| 5                               | 162    | Will Mallory            | Tight end               | Miami                   | Da Buffalo                      |
| 5                               | 176    | Evan Hull               | Running back            | Northwestern            | Scelta compensatoria. Da Dallas |
| 6                               | 211    | Titus Leo               | Linebacker              | Wagner                  | Da Minnesota Vikings            |
| 7                               | 221    | Jaylon Jones            | Cornerback              | Texas A&M               |                                 |
| 7                               | 236    | Jake Witt               | Offensive tackle        | Northern Michigan       | Da Tampa Bay                    |

## Staff
| Staff degli Indianapolis Colts |
| --- |
| Organi dirigenziali - Proprietario – Jim Irsay - General manager – Chris Ballard - Assistente del general manager – Ed Dodds - Direttore dell'organico giocatori – Kevin Rogers Jr. - Direttore sportivo – Mike Bluem - Direttore degli osservatori del college – Morocco Brown - Direttore del personale sportivo – Jon Shaw - Assistente del direttore degli osservatori del college – Matt Terpening - Osservatore senior – Todd Vasvari - Direttore dello sviluppo giocatori – Brian Decker Capo allenatore - Capo-allenatore – Shane Steichen - Assistente al capo-allenatore – TJ Ingels Altri allenatori - Preparatore atletico – Richard Howell - Direttore della performance sportiva – Rusty Jones - Scienze motorie/preparazione atletica – Doug McKenney - Assistente p.a. – Zane Fakes Allenatori dell'attacco - Coordinatore offensivo – Jim Cooter - Quarterback – Cam Turner - Running back – DeAndre Smith - Wide receiver – Reggie Wayne - Tight end – Tom Manning - Offensive line – Tony Sparano Jr. - Assistente offensive line – Chris Watt - Controllo qualità dell'attacco – Brian Bratton Allenatori della difesa - Coordinatore difensivo – Gus Bradley - Defensive line – Nate Ollie - Assistente defensive line – Matt Raich - Linebacker – Richard Smith - Assistente linebacker – Cato June - Defensive back – Ron Milus - Assistente defensive back – Mike Mitchell - Controllo qualità della difesa – Brent Jackson Allenatori dello special team - Coordinatore dello special team – Brian Mason - Assistente dello special team – Joe Hastings |

## Roster

### Squadra attuale
| Roster degli Indianapolis Colts |
| --- |
| Quarterback - 10 Gardner Minshew - 4 Sam Ehlinger Running Back - 28 Jonathan Taylor - 21 Zack Moss - 27 Trey Sermon - 31 Tyler Goodson Wide Receiver - 11 Michael Pittman - 14 Alec Pierce - 1 Josh Downs KR/PR - 2 D.J. Montgomery - 3 Ethan Fernea Tight End - 81 Mo Alie-Cox - 83 Kylen Granson - 86 Will Mallory - 85 Andrew Ogletree Offensive Linemen - 79 Bernhard Raimann T - 72 Braden Smith T - 73 Blake Freeland T - 69 Jared Veldheer T - 56 Quenton Nelson G - 75 Will Fries G - 65 Josh Sills G - 78 Ryan Kelly C - 62 Wesley French C - 67 Jack Anderson C Defensive Linemen - 51 Kwity Paye DE - 52 Samson Ebukam DE - 94 Tyquan Lewis DE - 54 Dayo Odeyingbo DE - 92 Jake Martin DE - 55 Isaiah Land DE - 99 DeForest Buckner DT - 90 Grover Stewart DT - 96 Taven Bryan DT - 93 Eric Johnson DT - 95 Adetomiwa Adebawore DT Linebacker - 45 E.J. Speed OLB - 48 Ronnie Harrison OLB - 59 Cameron McGrone OLB - 41 Grant Stuard OLB - 44 Zaire Franklin MLB - 50 Segun Olubi MLB - 47 Liam Anderson LB Defensive Back - 23 Kenny Moore CB - 29 Julius Brents CB - 39 Darrell Baker CB - 40 Jaylon Jones CB - 35 Chris Lammons CB - 37 Ameer Speed CB - 25 Rodney Thomas II FS - 43 Trevor Denbow FS - 20 Nick Cross SS - 38 Henry Black SS Special Team - 7 Matt Gay K - 46 Luke Rhodes LS - 8 Rigoberto Sanchez P Lista delle riserve - 92 Genard Avery DE (IR) - 32 Julian Blackmon FS (IR) - 38 Tony Brown CB (Sospeso) - 16 Ashton Dulin WR (IR) - 33 Dallis Flowers CB (IR) - 26 Evan Hull RB (IR) - 91 Titus Leo DE (IR) - 6 Isaiah McKenzie WR (Sospeso) - 97 Al-Quadin Muhammad DE (Sospeso) - 63 Danny Pinter G (IR) - 5 Anthony Richardson QB (IR) - 31 Daniel Scott S (IR) - 76 Jake Witt T (IR) - 80 Jelani Woods TE (IR) Squadra di allenamento - 98 McTelvin Agim DT - 49 Austin Ajiake LB - 68 Ike Boettger G - 15 Tyrie Cleveland WR - 42 Marcel Dabo S - 30 Darren Hall CB - 64 Arlington Hambright G - 13 K.J. Hamler WR (Practice squad/Injured) - 36 Tyreque Jones S - 57 Zach McCloud DE - 17 Jaydon Mickens WR - 12 Kellen Mond QB - 84 Jordan Murray TE - 58 Derek Rivers DE (Practice squad/Injured) - 34 Zavier Scott RB - 37 Isaac Taylor-Stuart CB (Practice squad/Injured) - 9 Juwann Winfree WR Roster aggiornato al 30 dicembre 2023 56 attivi, 14 inattivi, 17 nella squadra di allenamento |
| Legenda - I rookie sono in corsivo. - Il primo ruolo è il principale mentre gli eventuali successivi indicano i ruoli secondari. - (IR) sta per Injured Reserve ed indica la lista ristretta per un solo giocatore infortunato che può tornare ad allenarsi dopo la settimana 6 e a rientrare in prima squadra dopo che questa ha giocato 8 partite. - (NF-Inj.) / (NF-Ill.) stanno rispettivamente per Non-Football Injured e Non-Football Illness ed indicano le liste dove viene inserito un giocatore che ha un infortunio o una malattia non dipendente dal football americano. - (PUP) sta per Physically Unable to Perform ed indica la lista dove viene inserito un giocatore mentre è in attesa di recuperare la condizione fisica. Nella stagione regolare dopo la sesta partita giocata dalla propria squadra, il giocatore ha tempo tre settimane per riprendere ad allenarsi, più tre settimane aggiuntive dal suo rientro agli allenamenti per rientrare in prima squadra. |

## Precampionato
L'11 maggio 2023 fu reso noto il calendario delle gare di precampionato.
| Precampionato |           |                       |           |        |                         |         |
| Settimana     | Data      | Avversario            | Risultato | Record | Stadio                  | Sintesi |
| 1             | 12 agosto | @ Buffalo Bills       | S 19-23   | 0-1    | Highmark Stadium        | Sintesi |
| 2             | 19 agosto | Chicago Bears         | V 24-17   | 1-1    | Lucas Oil Stadium       | Sintesi |
| 3             | 24 agosto | @ Philadelphia Eagles | V 27-13   | 2-1    | Lincoln Financial Field | Sintesi |

## Stagione regolare

### Calendario
Il calendario della stagione regolare 2023 fu reso noto l'11 maggio 2023. Il 30 novembre 2023 fu annunciato che la gara del quindicesimo turno si sarebbe giocata sabato 16 dicembre. Data e orario della gara di settimana 18 furono stabilite il 31 dicembre 2023, dopo lo svolgimento del diciassettesimo turno.
| Stagione regolare |                     |                     |                            |                     |                     |                                  |                     |                     |
| Settimana         | Data                | Ora (ET)            | Avversario                 | Risultato           | Record              | Stadio                           | TV                  | Sintesi             |
| 1                 | 10 settembre        | 1:00 p.m.           | Jacksonville Jaguars       | S 21-31             | 0-1                 | Lucas Oil Stadium                | Fox                 | Sintesi             |
| 2                 | 17 settembre        | 1:00 p.m.           | @ Houston Texans           | V 31-20             | 1-1                 | NRG Stadium                      | Fox                 | Sintesi             |
| 3                 | 24 settembre        | 1:00 p.m.           | @ Baltimore Ravens         | V 22-19 (DTS)       | 2-1                 | M&T Bank Stadium                 | CBS                 | Sintesi             |
| 4                 | 1º ottobre          | 1:00 p.m.           | Los Angeles Rams           | S 23-29 (DTS)       | 2-2                 | Lucas Oil Stadium                | Fox                 | Sintesi             |
| 5                 | 8 ottobre           | 1:00 p.m.           | Tennessee Titans           | V 23-16             | 3-2                 | Lucas Oil Stadium                | CBS                 | Sintesi             |
| 6                 | 15 ottobre          | 1:00 p.m.           | @ Jacksonville Jaguars     | S 20-37             | 3-3                 | EverBank Stadium                 | CBS                 | Sintesi             |
| 7                 | 22 ottobre          | 1:00 p.m.           | Cleveland Browns           | S 38-39             | 3-4                 | Lucas Oil Stadium                | CBS                 | Sintesi             |
| 8                 | 29 ottobre          | 1:00 p.m.           | New Orleans Saints         | S 27-38             | 3-5                 | Lucas Oil Stadium                | Fox                 | Sintesi             |
| 9                 | 5 novembre          | 4:05 p.m.           | @ Carolina Panthers        | V 27-13             | 4-5                 | Bank of America Stadium          | CBS                 | Sintesi             |
| 10                | 12 novembre         | 9:30 a.m.           | @ New England Patriots (I) | V 10-6              | 5-5                 | Deutsche Bank Park (Francoforte) | NFL Network         | Sintesi             |
| 11                | Settimana di riposo | Settimana di riposo | Settimana di riposo        | Settimana di riposo | Settimana di riposo | Settimana di riposo              | Settimana di riposo | Settimana di riposo |
| 12                | 26 novembre         | 1:00 p.m.           | Tampa Bay Buccaneers       | V 27-20             | 6-5                 | Lucas Oil Stadium                | CBS                 | Sintesi             |
| 13                | 3 dicembre          | 1:00 p.m.           | @ Tennessee Titans         | V 31-28 (DTS)       | 7-5                 | Nissan Stadium                   | CBS                 | Sintesi             |
| 14                | 10 dicembre         | 1:00 p.m.           | @ Cincinnati Bengals       | S 14-34             | 7-6                 | Paycor Stadium                   | CBS                 | Sintesi             |
| 15                | 16 dicembre         | 4:30 p.m.           | Pittsburgh Steelers        | V 30-13             | 8-6                 | Lucas Oil Stadium                | NFL Network         | Sintesi             |
| 16                | 24 dicembre         | 1:00 p.m.           | @ Atlanta Falcons          | S 10-29             | 8-7                 | Mercedes-Benz Stadium            | Fox                 | Sintesi             |
| 17                | 31 dicembre         | 1:00 p.m.           | Las Vegas Raiders          | V 23-20             | 9-7                 | Lucas Oil Stadium                | CBS                 | Sintesi             |
| 18                | 6 gennaio           | 8:15 p.m.           | Houston Texans             | S 19-23             | 9-8                 | Lucas Oil Stadium                | ESPN/ABC            | Sintesi             |

Note:
- Gli avversari della propria division sono in grassetto.
- Il simbolo "@" indica una partita giocata in trasferta.
- (I) una partita delle NFL International Series.

## Premi

### Premi settimanali e mensili
- Matt Gay:

giocatore degli special team della AFC della settimana 3
- Kenny Moore:

difensore della AFC della settimana 9